# Heinrich Völker
Heinrich Völker (* 15. Februar 1900 in Ludwigshafen am Rhein; † 8. Juni 1975 in Worms) war ein deutscher Politiker (SPD).

## Leben und Beruf
Völker absolvierte zunächst eine Buchdruckerlehre und arbeitete in diesem Beruf, ehe er 1932 als technischer Angestellter in den Verwaltungsdienst der Stadt Worms wechselte. Nach der nationalsozialistischen Machtübernahme wurde er verhaftet und kurzzeitig im KZ Osthofen interniert. Er wurde 1936 aus politischen Gründen erneut, dieses Mal für 18 Monate inhaftiert. Nach seiner Entlassung arbeitete er ab 1939 als Buchdrucker bei einer Druckerei in Darmstadt. Seit 1945 war er als Gewerkschaftssekretär tätig.

## Abgeordneter
Völker war 1946/47 Mitglied der Beratenden Landesversammlung des Landes Rheinland-Pfalz und dort stellvertretender Vorsitzender der SPD-Fraktion. Dem Rheinland-Pfälzischen Landtag gehörte er von 1947 bis 1971 an. Hier war er von 1947 bis 1967 ebenfalls stellvertretender Vorsitzender der sozialdemokratischen Fraktion.

## Öffentliche Ämter
Völker war seit 1946 Zweiter Bürgermeister und amtierte von 1949 bis 1967 als Oberbürgermeister der Stadt Worms. Während seiner Amtszeit beschäftigte er sich vor allem mit dem Wiederaufbau der Stadt.

## Auszeichnungen
- 1967 Ehrenbürgerschaft der Stadt Worms
- 3. Februar 1982 Heinrich-Völker-Bad in Worms

| Personendaten    | Personendaten                  |
| ---------------- | ------------------------------ |
| NAME             | Völker, Heinrich               |
| KURZBESCHREIBUNG | deutscher Politiker (SPD), MdL |
| GEBURTSDATUM     | 15. Februar 1900               |
| GEBURTSORT       | Ludwigshafen am Rhein          |
| STERBEDATUM      | 8. Juni 1975                   |
| STERBEORT        | Worms                          |